# イヴァン・マルクリ

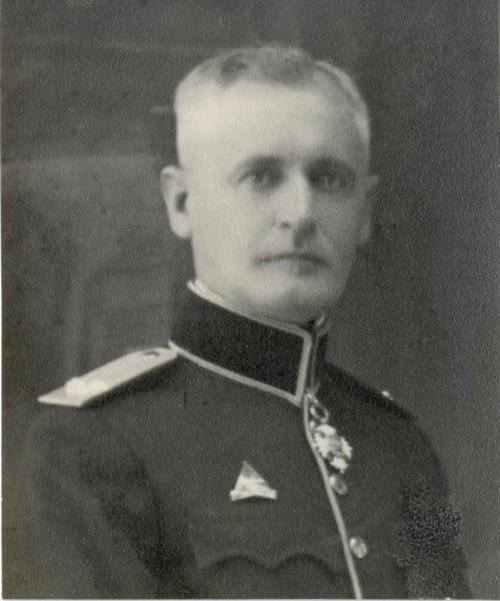
イヴァン・マルクリ

イヴァン・マルクリ（Ivan Markulj、1889年2月11日 - 1945年9月）は、クロアチアの軍人。
1941年4月のクロアチア独立国建国と共に、クロアチア軍（ドモブラン）に入隊し、ヴァラジンスキ歩兵連隊長に任命。1941年6月から1942年7月まで、第369歩兵連隊を指揮し、東部戦線で戦った。クロアチア帰国後、ザグレブ警備司令に任命。1943年から1945年、第3軍区（サラエヴォ）司令官。マルクリの部隊は、対パルチザン作戦、セルビア人虐殺に参加した。
戦後、オーストリアに逃亡したが、連合軍により逮捕された。ユーゴスラビア当局に引き渡され、死刑を言い渡される。銃殺。